# New Baltimore (Virginie)
New Baltimore est une census-designated place située dans le comté de Fauquier, dans l’État de Virginie, aux États-Unis. Lors du recensement de 2020, elle comptait 11 251 habitants.